# Christo Albertyn Smith
Christo Albertyn Smith (1898–1956) byl jihoafrický botanik. Byl spoluautorem popisného slovníku obecných názvů jihoafrických rostlin, který však vyšel až po jeho smrti.

## Vzdělání a kariéra
Smith se narodil v roce 1898 v Boksburgu. Bakalářský titul dokončil v roce 1920 na Stellenbosch University, poté v letech 1921 až 1924 vyučoval biologii jako středoškolský učitel. V roce 1925 se připojil k odbornému personálu Divize botaniky Národní botanické zahrady v Pretorii a v letech 1928 až 1931 pracoval jako botanický styčný důstojník Královských botanických zahrad v Londýně. Během své kariéry shromáždil 4 600 exemplářů flóry, včetně Amaranthaceae, Asteraceae, Brassicaceae, Crassulaceae, Celastraceae, Fabaceae, Geraniaceae, Oleaceae, Poaceae, Portulacaceae, Rutaceae, Scilloideae a Scrophulariaceae. Většina z nich je uložena v Pretorii a Kew.
V roce 1931 odešel z akademické obce a začal pracovat v žurnalistice. Pracoval jako zemědělský redaktor pro Natal Witness v Pietermaritzburgu.
Od roku 1946 pracoval pro ministerstvo informací v Jihoafrické republice a v roce 1954 byl poslán jako informační důstojník do australské Canberry 
Zemřel v Canbeře v Austrálii roku 1956.
Standardní autorská zkratka C.A.Sm. Se používá k označení Christa Albertyna Smithe jako autora při citaci botanického jména.

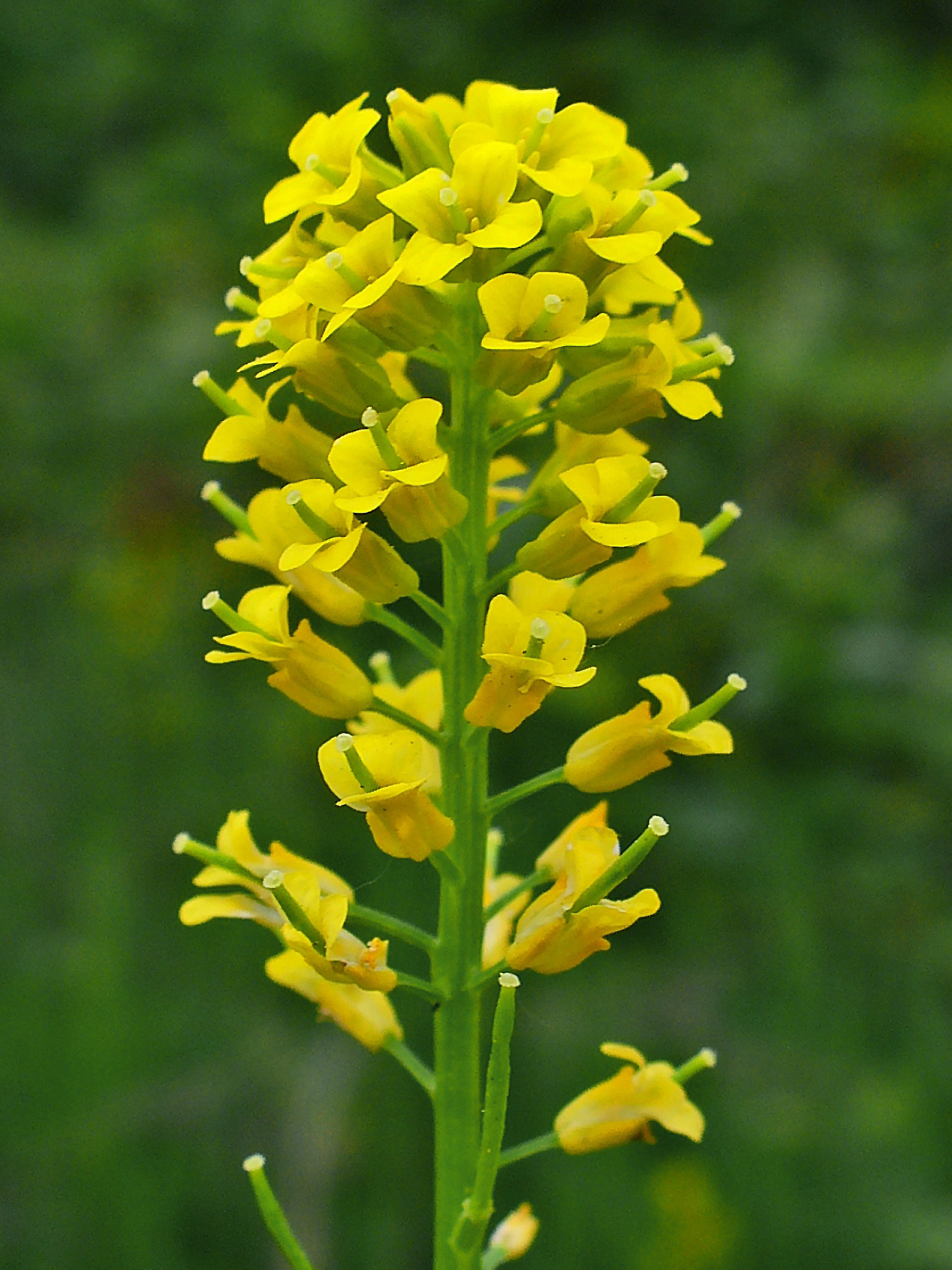
Barborka obecná (Barbarea vulgaris)

## Vybrané publikace
- Albizia gummifera Smith, C.A. Bulletin of Miscellaneous Information, Royal Gardens, Kew 1930(5): 218. 1930[6]
- Smith, C.A.; Phillips, E.P.; Van Hoepen, E. (1966). Common names of South African plants. Botanical Survey memoir No. 35. Department of Agricultural Technical Services.